# 東京UWF
『東京UWF（アンダーワールドフィクサー）』（とうきょう -） は、平松伸二による日本の漫画。集英社の『オースーパージャンプ』並びに『スーパージャンプ』において全5回が不定期掲載された。

## 物語
入場料10万、サービス料20万の会員制超高級ソープランド「Fantasy」。そのオーナーを務める男・三途流吾には、東京の闇の社会を支配する黒幕、東京UWF（アンダーワールドフィクサー）としての顔があった。

## 登場人物
三途 流吾（さんず りゅうご）
主人公。会員制超高級ソープランド「Fantasy」のオーナーにして、東京闇社会を統べる黒幕、通称“東京UWF(アンダーワールドフィクサー)”。裏社会を統べる黒幕としての大きな“器”の持ち主で、愛妻家という意外な一面も持つ。
人物像のモデルは作者の友人。
火死喪土（カシモド）
流吾の側近にして運転手を務める男。三途を巻き込んだ敵対者に対する事後処理も担当している。

## 書籍情報
SHUEISHA JUMP REMIX『東京UWF 平松伸二裏アーカイブ』（2007年10月20日 第1刷発行（2007年10月発売）、ISBN 978-4081094851）
- 作者の別作品『孫子春秋』『杏ドロイド刑事』『ファンタジ星（スター）』、並びに『マーダーライセンス牙&ブラックエンジェルズ』の初回前後編を収録。